# Meridiaan van Greenwich

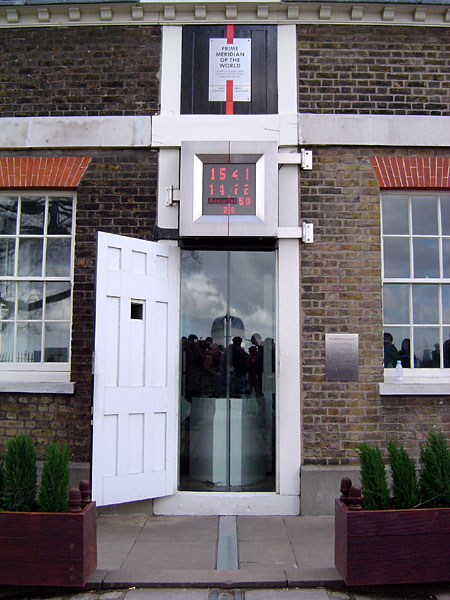
Markering van de meridiaan

De meridiaan van Greenwich is een meridiaan die door het Koninklijk Observatorium van Greenwich in Greenwich, Engeland, loopt en die in 1884 als internationale nulmeridiaan gekozen werd. De lijn bevindt zich op 0°00′05,3101″ westerlengte (WL) ten opzichte van de sinds 1984 geldende wereldstandaard, de IERS referentiemeridiaan.
Een meridiaan is een denkbeeldige lijn over het aardoppervlak, haaks op de evenaar, van pool naar pool. Rond haar omtrek is de aarde verdeeld in 360 lengtegraden, die vanaf een nulmeridiaan worden gemeten. Zij worden aangeduid in graden (van 0 tot 180) oosterlengte, respectievelijk westerlengte. Een graad (°) kan verdeeld worden in 60 minuten (') en een minuut in 60 seconden ("). Samen met de breedtegraad ten opzichte van de evenaar en eventueel de hoogte kan elke plek op aarde worden aangeduid.
Er zijn oneindig veel meridianen mogelijk, maar slechts eentje daarvan is de nullijn. De locatie van de evenaar wordt bepaald door de as van de aarde. De keuze voor een nulmeridiaan echter, is een geografisch willekeurige. In de loop der tijd zijn er, vaak om economische of politieke redenen, vele nullijnen in gebruik geweest. De oorsprong van het Europese begrip ten aanzien van deze kwestie ligt in de wetenschap ten tijde van de hellenistische periode in Griekenland, maar het zou tot de tijd van de Grieks-Romeinse astronoom, wiskundige en geograaf Claudius Ptolemaeus (ca. 90-168) duren voordat het hanteren van een specifieke nulmeridiaan bij cartografie en navigatie algemeen gebruik was.

## Totstandkoming

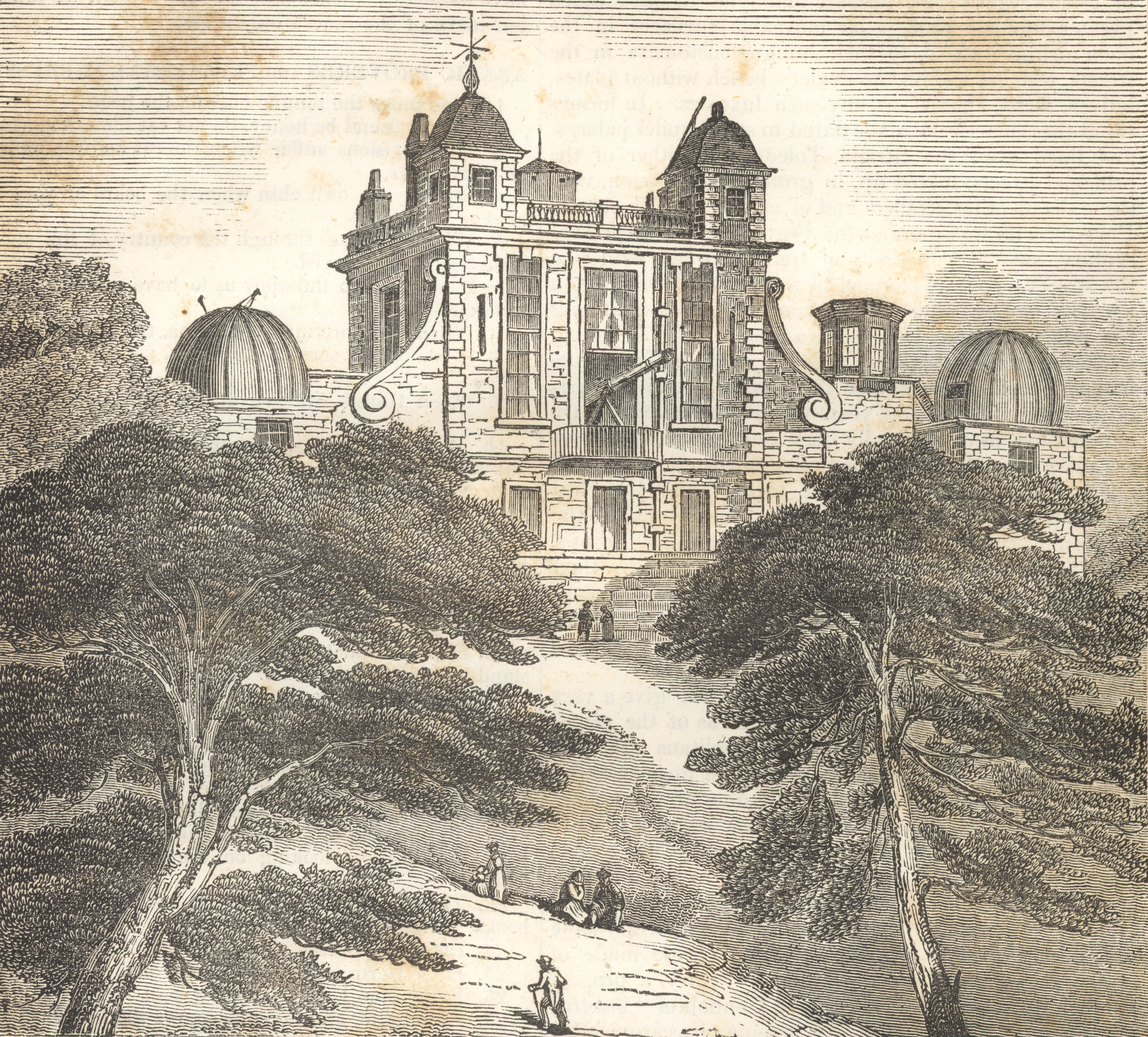
Het observatorium van Greenwich. Afbeelding uit 1833.

Halverwege de zeventiende eeuw was de reeds door Ptolemaeus geïntroduceerde meridiaan van Ferro nog algemeen in gebruik bij cartografie en navigatie. Tegelijkertijd werkten cartografen en zeelieden van verschillende landen ook met andere referentielijnen, meest door de hoofdstad van hun land. In alle zeevarende naties was het grootste probleem bij plaatsbepaling op zee, het berekenen van de correcte lengtegraad, genoegzaam bekend. Hoewel Frankrijk nog in 1634 de meridiaan van Ferro bij koninklijk decreet had verordonneerd, bouwde het in 1666/67 bij Parijs een Koninklijk Observatorium, dat de berekening van lengtegraden als een van haar hoofdtaken zou krijgen.
Daarbij konden de Engelsen niet achterblijven en in 1675 gaf koning Karel II opdracht tot de bouw van het Koninklijk Observatorium van Greenwich. In hetzelfde jaar benoemde hij John Flamsteed tot de allereerste Astronomer Royal. Het gebouw werd in 1676 geopend. Flamsteed verrichtte er veel waarnemingen van de hemellichamen en in 1685 zette hij de eerste meridiaan van Greenwich uit, op basis van de plaats van zijn meridiaankijker.
Flamsteeds opvolger, de astronoom Edmond Halley stelde in 1725 vast, dat de meridiaankijker van Flamsteed niet stabiel stond. Hij verplaatste de gebruikte meridiaankijker, en daarmee de meridiaan, iets meer dan 1,8 meter naar het oosten. De derde Astronomer Royal James Bradley, verkreeg een nieuw instrument, dat hij opnieuw iets naar het oosten plaatste en het was ten slotte de astronoom George Biddell Airy, die de meridiaan in 1851 vastlegde op haar huidige positie.

## Internationale standaard
Zo'n dertig jaar nadat Airy de meridiaan van Greenwich had bepaald, werd hij door ruim 70% van de internationale scheepvaart als nulmeridiaan gebruikt. Ook de erop gebaseerde Greenwich Mean Time genoot wereldwijd bekendheid. Het was hoofdzakelijk de met een meridiaan onlosmakelijk verbonden factor tijd, die de wereld tot standaardisatie bracht.
In 1884 kwamen 41 afgezanten van 25 naties, op uitnodiging van de President van de Verenigde Staten tijdens de Internationale Meridiaanconferentie in Washington D.C., overeen de meridiaan van Greenwich voortaan internationaal te erkennen als nulmeridiaan. Santo Domingo stemde tegen, Brazilië en Frankrijk onthielden zich van stemming. De Fransen zouden de meridiaan van Parijs nog tot 1911 hanteren, waarna ook zij overschakelden op die van Greenwich.

## Opvolging
Technische ontwikkelingen in meetmethoden met satellieten (satellietgeodesie) hebben tot nieuwe wetenschappelijke inzichten geleid, zoals voor platentektoniek. Hierdoor ontstond er behoefte aan een nieuw wiskundig model van de aarde (geodetisch datum). Het daaruit ontstane ITRS bevat ook een nulmeridiaan, die van de IERS. Deze werd geformuleerd met behulp van satellietwaarnemingen, vanaf 1969. Nadat de systemen steeds verfijnder werden, ontdekte men in Greenwich een afwijking van zo'n 102 meter met de daar berekende meridiaan. Lange tijd werd dit toegeschreven aan negentiende-eeuwse inspanningen om de exacte afstand tussen Greenwich en de Verenigde Staten te bepalen. In augustus 2015 werd bekend dat de meridiaankijker van Biddell Airy een afwijking had, doordat een kwikbassin dat als schietlood werd gebruikt, beïnvloed werd door een lokale anomalie van het zwaartekrachtveld van de Aarde.

## Tijd
De wereldwijd gehanteerde standaardtijd UTC, komt met behulp van atoomklokken tot stand, maar wordt weer geijkt aan de middelbare zonnetijd op de meridiaan van Greenwich. De tijd in de landen van de wereld is afhankelijk van de tijdzones, die in van -12 via 0 tot +14 lopen, in stappen van een uur, hoewel sommige landen een afwijking van een half uur gebruiken.
De Internationale datumgrens loopt ongeveer aan de andere kant van de aarde maar volgt om praktische en politieke redenen niet overal de 180°-meridiaan.

## Landen
Landen waar de Meridiaan van Greenwich doorheen loopt, zijn van noord naar zuid:
- Verenigd Koninkrijk
- Frankrijk
- Spanje
- Algerije
- Mali
- Burkina Faso
- Togo
- Ghana
- Koningin Maudland op Antarctica

## In populaire cultuur
- In het boek Twintigduizend mijlen onder zee (1870) van Jules Verne vraagt de verteller aan kapitein Nemo welke nulmeridiaan hij gebruikt, in de hoop diens geheim, waar Nemo vandaan komt, te achterhalen.
- Ook in het stripalbum De schat van Scharlaken Rackham (1944) uit De avonturen van Kuifje van Hergé zorgt de nulmeridiaan voor verwarring, als blijkt dat niet die van Greenwich maar die van Parijs moest gebruikt worden om de schat terug te kunnen vinden.